# Bitwa nad Gopłem
Bitwa nad Gopłem w 1096 – była ważnym epizodem rywalizacji synów Władysława I Hermana z wpływowym wojewodą Sieciechem.
Palatyn rozbił w trakcie bitwy zwolenników Zbigniewa, a jego samego uwięził następnie w Sieciechowie. Zwycięstwo to oddaliło w czasie upadek potęgi wojewody.
Według Galla siły Zbigniewa posiłkowali Pomorzanie lub Prusowie. Oddziały syna Władysława Hermana miały składać się z siedmiu hufców. Bitwa była bardzo krwawa. Zbigniew schronił się po niej w grodzie kruszwickim, a później, po uzyskaniu gwarancji nietykalności, poddał się Sieciechowi.